# 賀嘎灣瀑布
24°26′0.40″N 121°35′40.15″E / 24.4334444°N 121.5944861°E
賀嘎灣瀑布位於宜蘭縣南澳鄉賀嘎灣社遺址下方，銘山南側斷層之上，約在莫很噴泉上游約2公里處。瀑布由莫很溪右岸標高約850公尺的崖壁上直落至650公尺處的溪谷，落差逾200公尺。因瀑布位處深山，需翻山越嶺或是溯溪而上，抵達不易。
2009年2月，南澳鄉泰雅族哈卡巴斯社老人韋清田、魏發景偕同研究人員，從大同鄉太平山翠峰湖順古道而下，在莫很溪旁海拔大約1,000公尺處，找到該社在200多年前，自南投遷到宜蘭時建立的第一個部落「賀嘎灣社」遺址。面向東側有一大峭壁，下方即為賀嘎灣瀑布。

## 解
1. ↑  根據《兩萬五千分之一經建版地形圖（第三版）》、《農航所（正射影像圖）》對照。